# 15791 Yoshiewatanabe
15791 Yoshiewatanabe è un asteroide della fascia principale. Scoperto nel 1993, presenta un'orbita caratterizzata da un semiasse maggiore pari a 2,3797074 au e da un'eccentricità di 0,2024937, inclinata di 3,35358° rispetto all'eclittica.